# 格蘭特鎮區 (愛荷華州達拉斯縣)
格蘭特鎮區（英語：Grant Township）是位於美國愛荷華州達拉斯縣的一個行政鎮區。

## 地方資料
根據2010年美國人口普查的數據，格蘭特鎮區的面積為95.45平方千米，當中陸地面積為95.43平方千米，而水域面積為0.02平方千米。當地共有人口1368人，而人口密度為每平方千米14.33人。